# 6050 Miwablock
6050 Miwablock eller 1992 AE är en asteroid i huvudbältet som upptäcktes den 10 januari 1992 av Spacewatch vid Kitt Peak-observatoriet. Den är uppkallad efter Miwa Block.
Asteroiden har en diameter på ungefär 2 kilometer och den tillhör asteroidgruppen Amor.